# La Cisterna
La Cisterna es una comuna ubicada en el sector sur de la ciudad de Santiago, capital de Chile. Limita al norte con San Miguel, al este con San Ramón, al sur con El Bosque y al oeste con Lo Espejo. Actualmente su alcalde es Joel Olmos Espinoza.

## Historia

### Antecedentes

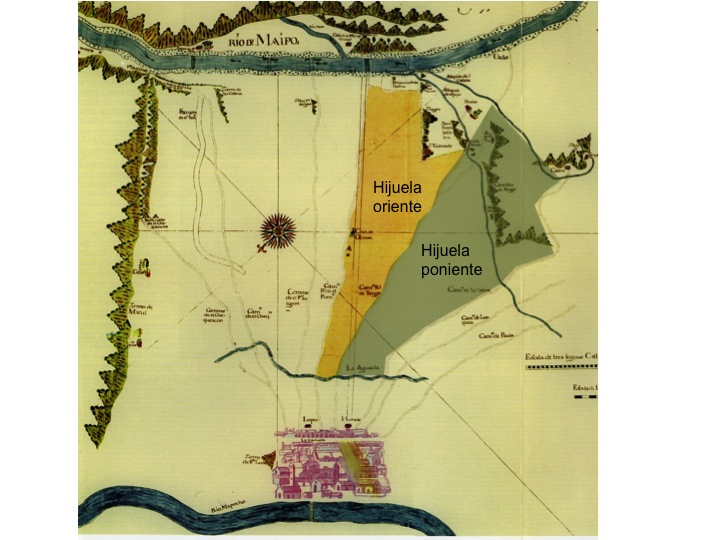
Plano del Llano del Maipo en 1800.

Durante el período de la colonia las tierras que forman parte de la actual comuna de La Cisterna estaban insertas dentro del sector denominado como el Llano del Maipo o Llano de Lepe debido a que pertenecían al maestro artesano Mateo de Lepe y constituían tierras sin cultivo debido a la falta de riego; en documentos de la época lo califican como un "cascajal". Por estas tierras corría hacia el sur un tramo del denominado Camino de la Frontera.
En 1801 estas tierras son vendidas por los herederos de Mateo de Lepe a Pedro Ignacio del Villar García, en particular aquellas ubicadas entre el Zanjón de la Aguada y el Río Maipo. Pocos años después, Pedro del Villar dona estas tierras al Hospital San Juan de Dios. Con fecha 22 de abril de 1804, Villar establece en su testamento:

Ordeno y mando que todos los fundos rústicos de mi particular dominio con todo lo edificado y plantado en ellos, los utensilios, las herramientas y aperos que en ellos se encuentren, a excepción de los ganados mayores y menores, queden por fundo y capital con el remanente de todos los demás de mis bienes para la fundación de un hospital que ha de erigirse impetrando para ello la licencia del Rey nuestro Señor […] Se erigirá el nuevo hospital que llevo ordenado bajo el nombre Hospital Patriótico del Señor San Juan de Dios

El 18 de noviembre de 1816 el entonces gobernador de Chile, Casimiro Marcó del Pont autorizó la venta de 4962 cuadras de estas tierras. La distribución de estas tierras queda a cargo de Juan José Goycolea quien asigna alrededor de 500 cuadras asignadas al coronel Ramón González de Bermuda.
El 23 de marzo de 1818 se publica el Bando por parte del Directorio Supremo del Estado de Chile como antesala a la batalla de la independencia como una estrategia para garantizar la victoria prometiendo a las tropas entre otras las tierras que irrigaría el Canal del Maipo.

Se declara que todos los soldados oficiales y comisionados militares que se distingan en la presente defenza serán premiados en cuanto alcanzen las facultades del erario; pero especial y determinadamente se les señalan todas las haciendas, ganados y aperos secuestrados a los enemigos de la causa pública que existen en las provincias y no estén enagenados. Item todas las casas y fincas de la misma clase. Item todo lo que pertenesca en el llano de Maypú y que riega o debe regar el canal de S. Carlos [...]

Durante el gobierno de Bernardo O'Higgins, el Senado en sesión extraordinaria del 9 de marzo de 1819 acuerda vender las 4000 cuadras de estas tierras, iniciándose un proceso de subdivisión predial a la espera de que se terminara la construcción del Canal San Carlos y la distribución de sus aguas.Esto corresponde a una fracción de más de 6000 cuadras de tierra donadas por Pedro del Villar al Hospital San Juan de Dios. Los límites de esta venta incluye las tierra comprendidas entre el Zanjón de la Aguada por el norte, las inmediaciones al Río Maipo por el sur, el camino real del Puente o de Santa Rosa por el oriente y el Camino de Tango por el occidente.
Los avances en las obras del Canal San Carlos o Canal del Maipo inicia un proceso de transformación de un extenso territorio con la irrigación del llano del Maipo, los territorios potenciales para ser irrigados cobran importancia política como botín de guerra y a la vez con una parcelación de las tierras para nutrir el erario público.
El 9 de febrero de 1821 fue publicado el reglamento de enajenación de las tierras del Llano del Maipo, también llamadas "del Cascajal" y se estableció la creación de una villa. Este reglamento estableció las condiciones de venta y parcelación de las tierras, la que inicialmente se contempló como una grilla de hijuelas de 25 cuadras de superficie y manzanas compuestas de cuatro hijuelas de 100 cuadras de superficie; estas parcelas se ajustarían en función de las capacidades de riego en 50 y 25 cuadras para facilitar su venta. A cargo del proceso de parcelación y venta de las tierras del Llano del Maipo estuvo a cargo de Domingo Eyzaguirre Arechavala como superintendente de la obra, quien además debía asignar los derechos de agua. Una vez rematados los lotes, los nuevos propietarios debían cercar los predios por sus cuatro costados y además a construir en ellos habitaciones cubiertas con tejas. Con esto se inicia el proceso de asentamiento en estas tierras.
Inicialmente la villa planificada sería ubicada en el centro de los terrenos según lo establecido, correspondiente al sector denominado chacra La Granja, lugar donde recientemente se habían asentado los padres franciscanos. Sin embargo se decide trasladar el proyecto al sur del Llano del Maipo, junto al cerro Chena en lo que se denominaría la Villa de San Bernardo, cuya fundación oficial se realizaría en febrero de 1830.

#### Creación del departamento de La Victoria
En 1826 se crean los nuevos límites para la provincia de Santiago y el 3 de diciembre de 1834 nace el departamento de La Victoria con su capital en la reciente Villa de San Bernardo, que limitaba por el norte con el Zanjón de la Aguada, por el sur con el Río Maipo, se excluye por el oriente las chacras de Lo Cañas, se incluyen las tierras de Jara, la Hacienda del Peral y la Villa de San José con sus cordilleras, por el poniente limita con la jurisdicción de Melipilla, incluyendo la hacienda Lo Espejo y las tierras de la capilla de Nuestra Señora de la Victoria. Las tierras ubicadas en La Cisterna dependerían administrativamente de la Villa de San Bernardo hasta 1892.[cita requerida]
El 26 de diciembre de 1873 se modifican los límites del departamento de La Victoria debido al crecimiento de la ciudad de Santiago integrando al Departamento de Santiago las Subdelegaciones 5° Santa Rosa y 7° Llano de Subercaseaux (actual comuna de San Miguel) con sus distritos 1° de Mena y 2° de Ochagavía. El riego de esta tierra se encontraba asegurado en el año 1873 con los canales de riego San Francisco Tronco, canal Ramal de San Francisco, San Joaquín, Valledor y Cisternas.

#### Creación de la Municipalidad de La Granja
El 18 de noviembre de 1892 se crea la Municipalidad de La Granja con las subdelegaciones 17° "La Granja" y 18° "Camino de Santiago" del departamento de La Victoria. Hasta ese momento los vecinos que ocupaban las tierras agrícolas de La Cisterna dependían administrativamente de la ciudad de San Bernardo; con la creación del municipio de La Granja se facilitan algunos servicios, pero deberán pasar más de 33 años antes que se conforme como comuna.[cita requerida]
En 1895, el Fundo Lo Ovalle de propiedad de José Antonio León de la Barra estaba avalado en 165 300 pesos, el Fundo Lo Cisternas, que pertenecía a Luisa Ovalle de Guzmán estaba avaluado en 198 000 pesos, mientras que el Fundo La Esperanza, de propiedad de Eulogia Figueroa de Ossa estaba avalado en 127 000 pesos. Por su parte el predio Santa Rita, de propiedad de Juan Antonio Fernández estaba avalado en 74 800 pesos y el fundo Victoria de propiedad de Maclovia Guichard estaba avalado en 74 600 pesos, más al sur el Fundo Lo Lillo de propiedad de Juana Josefa Lillo estaba avalado en 187 000 pesos.

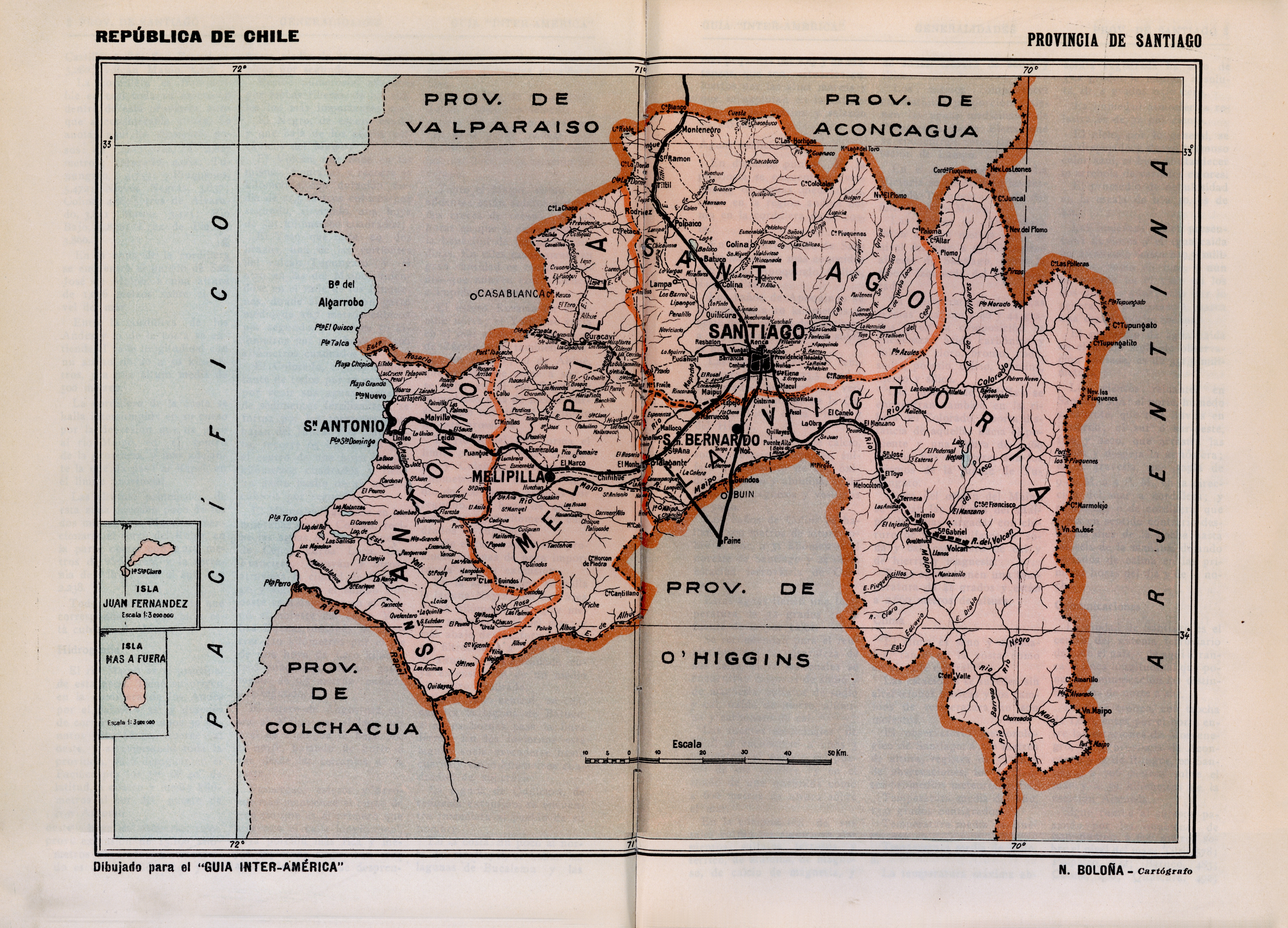
Provincia de Santiago en 1923 se destacan en el límite norte del Departamento de La Victoria las localidades de Espejo, Cisterna y Bellavista (de la Florida).

Dentro de la nueva comuna de La Granja los vecinos vivían agrupados en pequeños poblados o villorrios, varios de los cuales serán —a partir de 1925— la base de la nueva comuna de La Cisterna. Entre estos poblados pueden mencionarse Puente Lo Ovalle, Población Nueva España, Población San Ramón, La Cisterna, Población Villa Italia, y el pueblito de Lo Espejo entre otros puntos menores.

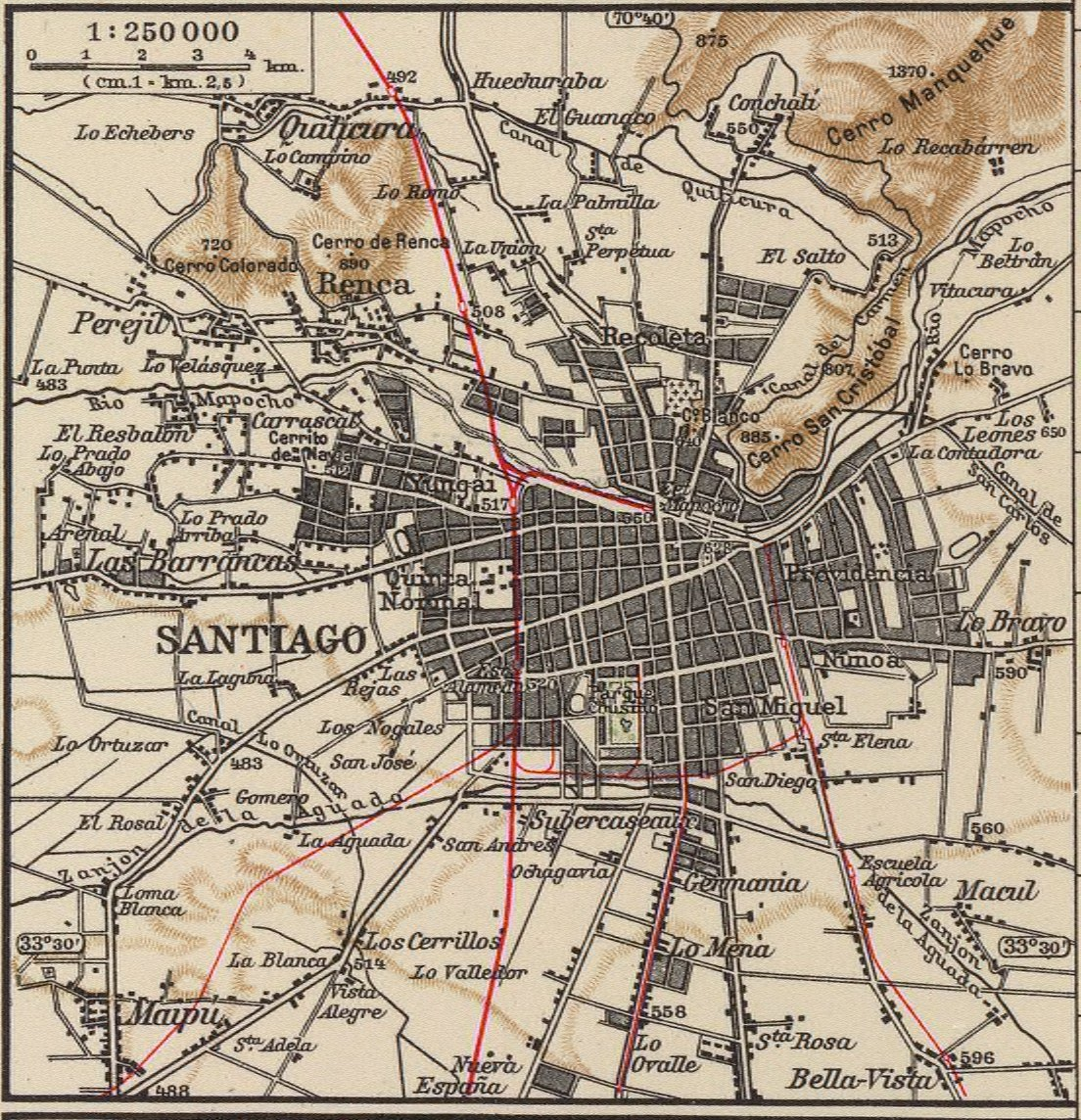
Plano de 1929 del Touring Club Italiano; en la parte inferior pueden verse las poblaciones Lo Ovalle y Nueva España.

La población "Nueva España" se constituyó alrededor de 1907 por los españoles Manuel Pombo Díaz, Juan Llamazares Fernández, Antonio Bejide y Marcos Rivera, quienes adquirieron un terreno de aproximadamente 50 hectáreas que tenía como sus límites la avenida El Parrón al norte, el Camino de Ochagavía al oeste, la Población Biaut al sur y los predios San Román y Las Rosas al este, los cuales colindaban con el camino a San Bernardo. La urbanización fue inaugurada oficialmente el 12 de octubre de 1909.
Al inaugurarse el primer tramo del Ferrocarril Eléctrico de Santiago a San Bernardo, la empresa de ferrocarriles colocó a las estaciones los nombres de los correspondientes caseríos del lugar. El trazado de este ferrocarril era de 16 kilómetros entre las estaciones Franklin y San Bernardo, distribuidos en paraderos. El 20 de noviembre de 1907 se entrega el primer tramo entre las estaciones Franklin y La Cisterna. El paradero 25, donde empezaba el fundo Lo Cisternas, quedó registrado oficialmente como «Lo Cisterna», el cual posteriormente derivó en «La Cisterna» y que se convertiría en el nombre definitivo de la futura comuna.

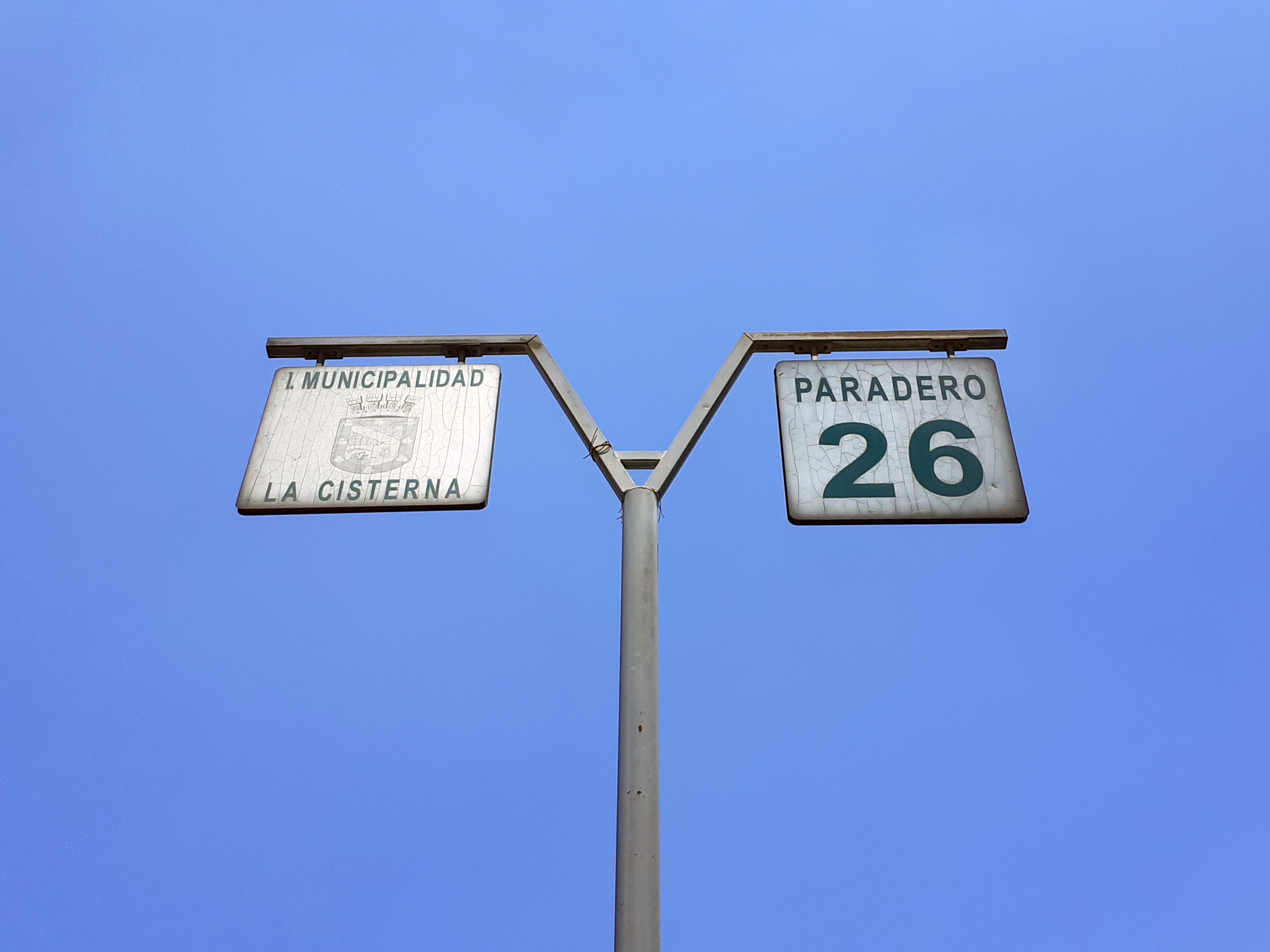
Letrero que señala ubicación del paradero 26 en La Cisterna.

Sumado al ferrocarril eléctrico, durante la primera mitad del siglo XX circularon varios tranvías a tracción animal (también denominados «carros de sangre») que conectaban la Gran Avenida José Miguel Carrera (en aquel entonces denominada «calle de San Diego») con varias poblaciones y villas que comenzaban a construirse y fomentaron la urbanización del sector que ocupa actualmente la comuna.
El geógrafo chileno Luis Risopatrón lo describe a Lo Cisterna como una 'aldea' en su libro Diccionario Jeográfico de Chile en septiembre de 1924:: 220 

Cisterna (Aldea Lo) 33° 33’ 70° 11'. Con estación del ferrocarril eléctrico de Santiago a San Bernardo, se ha formado por quintas en los dos lados del camino público, a 568 m de altitud, a 7 kilómetros al S de Santiago.

### Creación de la comuna
Debido al crecimiento demográfico, a este sector de Santiago se le dio el estatus de comuna mediante el Decreto Supremo n.º 2782 del 30 de mayo de 1925, el cual lo establece con el nombre oficial de "La Cisterna" separando sus bienes de la Municipalidad de La Granja, del Departamento de La Victoria, de la que formaba parte desde 1826. Es a partir de este acto administrativo que deja de usarse oficialmente el nombre "Lo Cisterna".
Al mes siguiente, el 27 de junio, mediante el decreto N.º 3210 se nombra la primera Junta de Vecinos de "La Cisterna" cuyos miembros pasaron a integrar la Primera Corporación Municipal; sus integrantes fueron Atilio Mendoza, Armando Urzúa Lavín, Enrique Marín Stuven, Luis A. Concha, Óscar Rodríguez, Arturo Covarrubias y Jermán Bobadilla. Esta Junta eligió como primer alcalde a Atilio Mendoza Valdebenito.

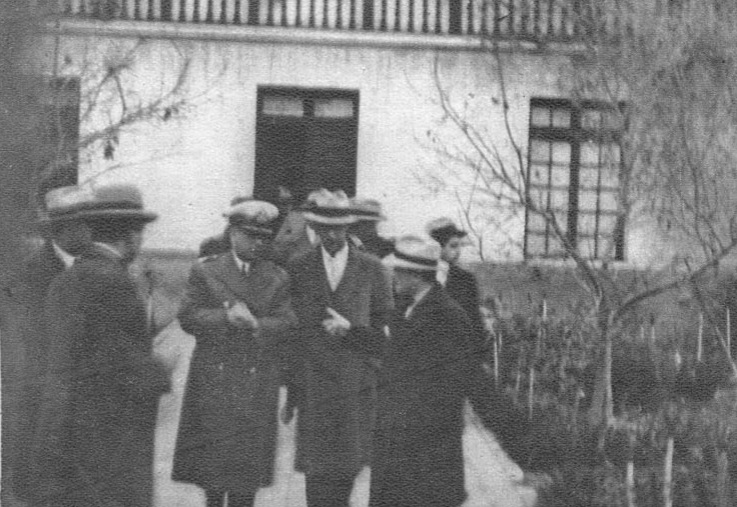
Eugenio Matte y Carlos Dávila se reúnen en casa de Pedro Álvarez en sector Lo Ovalle durante el golpe de Estado del 4 de junio de 1932.

La Municipalidad de La Cisterna sesionaba inicialmente en la casa de Armando Urzúa Lavín, trasladándose posteriormente a una casa arrendada en calle Inés Rivas a unos 100-150 metros aproximadamente de Gran Avenida y después a una vivienda ubicada en la segunda cuadra de la calle Goycolea desde Gran Avenida hacia el este. Finalmente, el 30 de diciembre de 1930 fue inaugurado oficialmente el edificio de la Municipalidad en la esquina de Gran Avenida con la calle Pedro Aguirre Cerda, en terrenos que fueron cedidos por Carlos Biaut el 23 de mayo de 1927.
El mismo año 1927 se promulga el Decreto 8.582 del Ministerio del Interior que fija la nueva división territorial y que se publica como Decreto con Fuerza de Ley en enero de 1928 que Establece la Provincia de Santiago conformada por los Departamentos de Santiago, Maipo y Melipilla. El Departamento de Santiago se fusiona con el Departamento de La Victoria. Además se publica el Decreto 8.583 que define las comunas del Departamento de Santiago, entre ellas La Cisterna, Lo Espejo, Maipú, San Miguel y San Bernardo. La comuna de La Cisterna, por su parte, se conforma por las antiguas subdelegaciones 17.a "La Granja" y 18.a "Camino de Santiago", del antiguo departamento de La Victoria.

### Desarrollo
Antes de la urbanización, el territorio constaba principalmente de parcelas y quintas ubicadas a la orilla del antiguo camino al sur. En el año 1925 se decretó el ensanche y la pavimentación de esta importante vía por el Ministerio de Vías y Obras, trabajo que fue terminado en 1931 y que incluyó el cambio de su nombre por el de Gran Avenida, que en 1961 toma su nombre actual: Gran Avenida José Miguel Carrera. Mediante decreto del 30 de marzo de 1943 fueron fijados los límites definitivos de la comuna de La Cisterna.

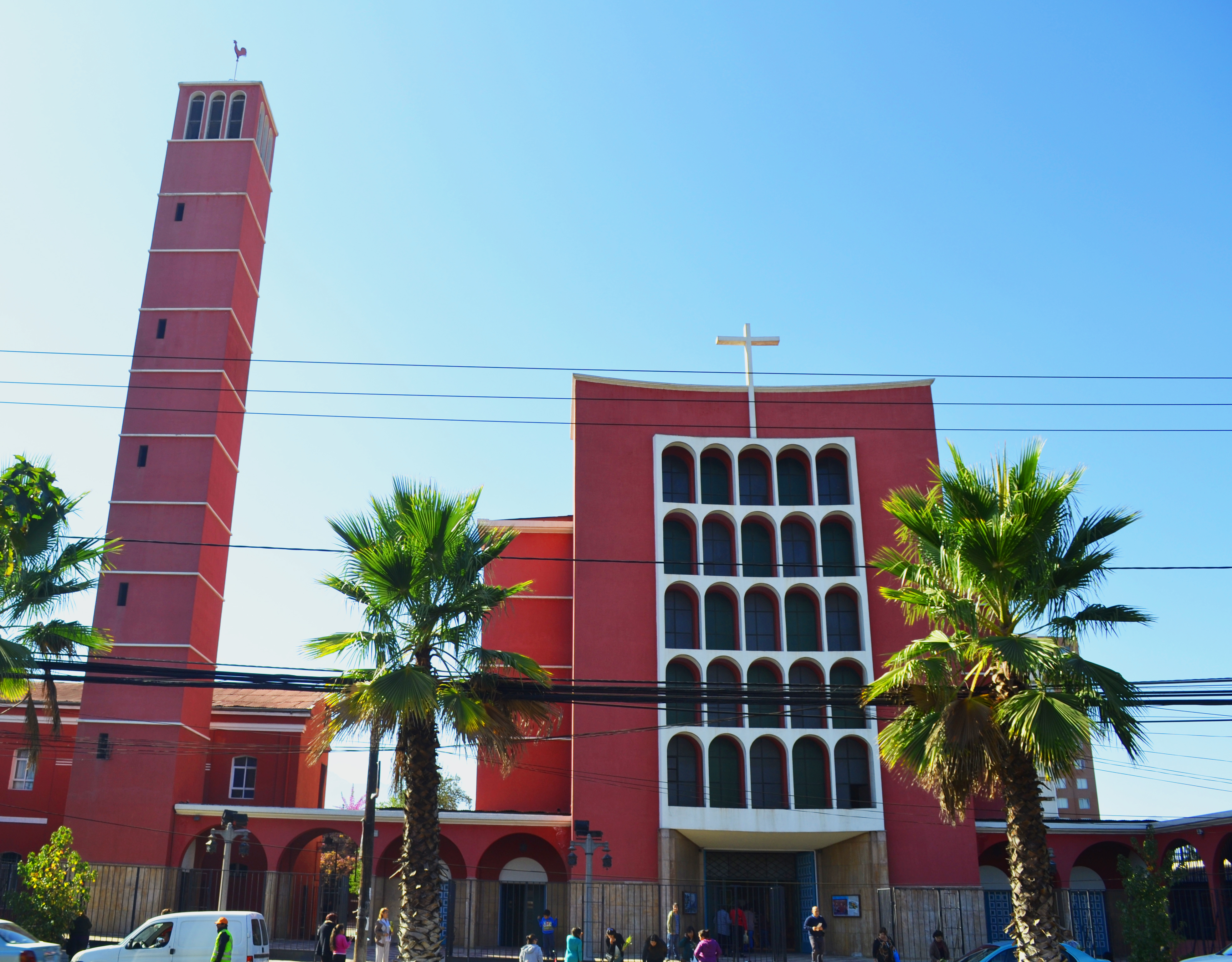
Templo Nacional San Juan Bosco.

En los años 1940 la congregación Salesiana se instala con un seminario, para la formación de sacerdotes (actualmente es un colegio) y un templo, el cual por sus dimensiones y su campanil de gran altura son todo un hito para los habitantes del sector. La construcción del Templo Nacional San Juan Bosco se inició en 1944 y concluyó en 1952, siendo fundada oficialmente como parroquia el 15 de agosto de 1949 e inaugurada oficialmente el 2 de marzo de 1952.
El 17 de agosto de 1963, mediante la Ley 15.230, se crea el departamento Presidente Aguirre Cerda, dependiente de la provincia de Santiago y conformado por las comunas de San Miguel, La Granja y La Cisterna, y con capital en San Miguel. De esta manera se segrega a estas comunas del departamento de San Bernardo (antiguo departamento de La Victoria). En 1964 se inició la construcción del Centro de Salud Santa Anselma, ubicado en la población homónima y administrado por el Servicio Nacional de Salud, que en 1988 fue traspasado a la Municipalidad de La Cisterna y en mayo de 2012 fue reinaugurado tras una remodelación completa del recinto.
El desarrollo residencial de La Cisterna tuvo su apogeo entre las décadas de 1940 y 1970, donde se complementaban barrios de clase media tradicional y sus chalets californianos con casas más modestas. La Gran Avenida se convirtió en uno de los principales ejes comerciales de Santiago, en una trama urbana que compartía con San Miguel. Progresivamente fueron surgiendo barrios al alero del Templo Nacional San Juan Bosco y las poblaciones Nueva España o Lo Ovalle, que hasta 1940 era una zona urbana rodeada de chacras; en ese sector estaba el Parque Rosedal, en Gran Avenida 6515, cerca del paradero 18, que fue un ícono de esparcimiento familiar y cultural de los vecinos de la comuna. Los fines de semana en la tarde este lugar de recreación se transformaba en un espacio donde los niños tenían a su disposición columpios y amplios espacios para jugar, convirtiéndose así en un verdadero centro de entretenimiento familiar. Este espacio también atrajo a reconocidos artistas de la época. Orquestas como la Pérez Prado y grupos musicales dirigidos por Segundo Zamora con cantantes destacados como Armando Bonasco y Porfirio Díaz, actuaban regularmente.
Con el correr de los años el crecimiento de la ciudad hacia el sur se vio fuertemente impulsado con la llegada del Metro en 1978 hasta la estación Lo Ovalle, lo cual consolidó la zona anexa a esta estación como área comercial. Esta transformación también afectó el destino del parque, el cual fue reemplazado por galerías comerciales, cambiando la fisonomía del sector. Aparecieron nuevas tramas comerciales como el Caracol Lo Ovalle, y la familia Batich adquirió la parte trasera y lateral del terreno; esto marcó el comienzo de una transformación urbana, con la construcción de edificios residenciales y galerías comerciales. Por otra parte, las zonas aledañas a los barrios residenciales en el eje Gran Avenida comenzaron a ser poblados por viviendas sociales y campamentos, lo que generó un progresivo éxodo de residentes hacia otras comunas.
Durante la década de 1980 el gobierno tomó la decisión de crear una nueva división administrativa, por lo que La Cisterna se subdivide y nacen las comunas de Lo Espejo y El Bosque, con lo cual La Cisterna adquiere las dimensiones actuales. Mediante el DFL 1-3260 del 17 de marzo de 1981 se reduce la superficie comunal de 29,6 km² a solo 10,2 km², quedando todo como territorio urbano; las zonas segregadas son traspasadas a las comunas de San Ramón (1,4 km²), Lo Espejo (8,0 km²), Pedro Aguirre Cerda (1,3 km²), El Bosque (7,3 km²) y San Bernardo (1,6 km²). Antes de la creación de las nuevas comunas, La Cisterna tenía como límites la calle San Francisco/La Granja/Cerro Negro/San Francisco, Balmaceda, avenida Padre Hurtado, avenida Observatorio, Gran Avenida José Miguel Carrera, el lindero sur del fundo La Cisterna, avenida Ochagavía, avenida Lo Espejo, avenida General Velásquez, calle Plano Regulador, la vía férrea Longitudinal Sur, calle Caren, avenida La Feria (actual Clotario Blest), el eje central de las manzanas entre las calles Melinka y Navidad, y avenida Lo Ovalle.

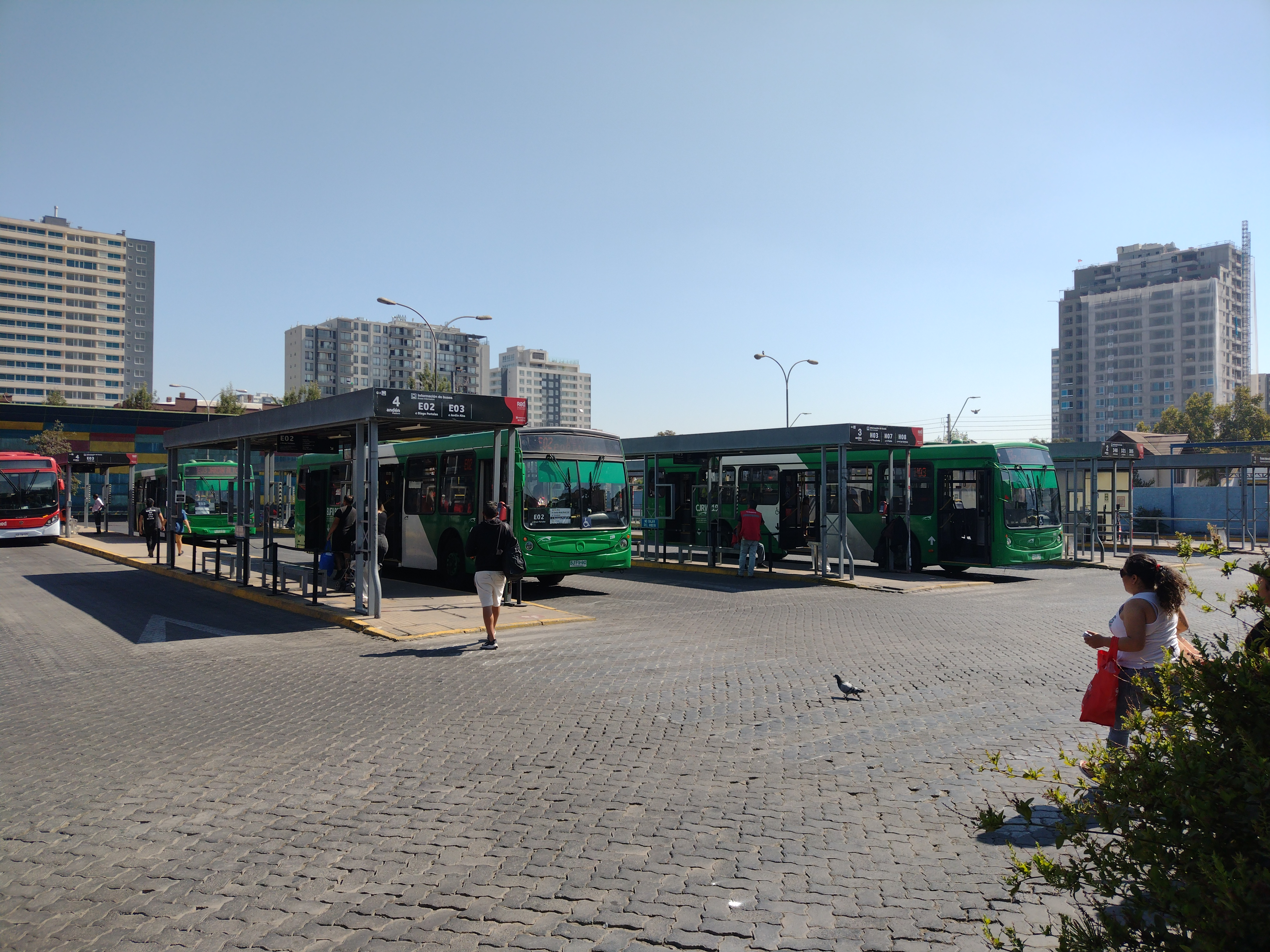
Estación Intermodal Lo Ovalle.

El 13 de diciembre de 1990 fue inaugurada oficialmente la Estación Intermodal Lo Ovalle, colindante a la estación de metro homónima y que servía de terminal para los recorridos de Metrobus que conectaban al Metro con el sector sur de la capital. Años después la Línea 2 del Metro de Santiago suma dos estaciones más (El Parrón y La Cisterna), lo que fue generando un boom inmobiliario que en varios puntos de la comuna, y que generó polémica en torno a la altura y densificación en algunos barrios.  Posteriormente, el 26 de mayo de 2007 comenzó a operar la Estación Intermodal La Cisterna, ubicada en la intersección de Gran Avenida con Américo Vespucio y que también está conectada con la estación homónima del Metro de Santiago; su puesta en servicio definitiva ocurrió el 23 de enero de 2008 y hacia 2016 ingresaban a dicha terminal 930 000 buses al año, con una afluencia diaria que alcanzaba las 180 000 personas. 

## Medio ambiente

### Geomorfología y componentes abióticos

Trazado simplificado de los ecosistemas y cuerpos de agua presentes en la comuna de La Cisterna.

La comuna de La Cisterna se encuentra emplazada en la unidad geomorfológica de Cuenca de Santiago; en el llano situado entre los ríos Mapocho y Maipo, donde las tierras agrícolas según estudios al respecto serían las más fértiles de Chile junto a las de la Región del Libertador General Bernardo O'Higgins.
Además, La Cisterna presenta según la clasificación climática de Köppen clima mediterráneo de lluvia invernal (Csb). Esta además se halla en la cuenca hidrográfica de río Maipo. La comuna no posee cuerpos de agua de origen natural.

### Componentes bióticos
Dentro del territorio de la comuna se podrían hallar los siguientes ecosistemas; sin embargo, debido a que la totalidad de su superficie se halla urbanizada, no existen vestigios de zonas naturales sin intervención humana:   
- Bosque espinoso mediterráneo interior donde predominan Acacia caven y Prosopis chilensis (Vulnerable)

### Medidas de protección ambiental y conflictos socioambientales
Hasta 2022, la comuna de La Cisterna no cuenta con áreas territoriales destinadas a la protección ambiental.

## Demografía

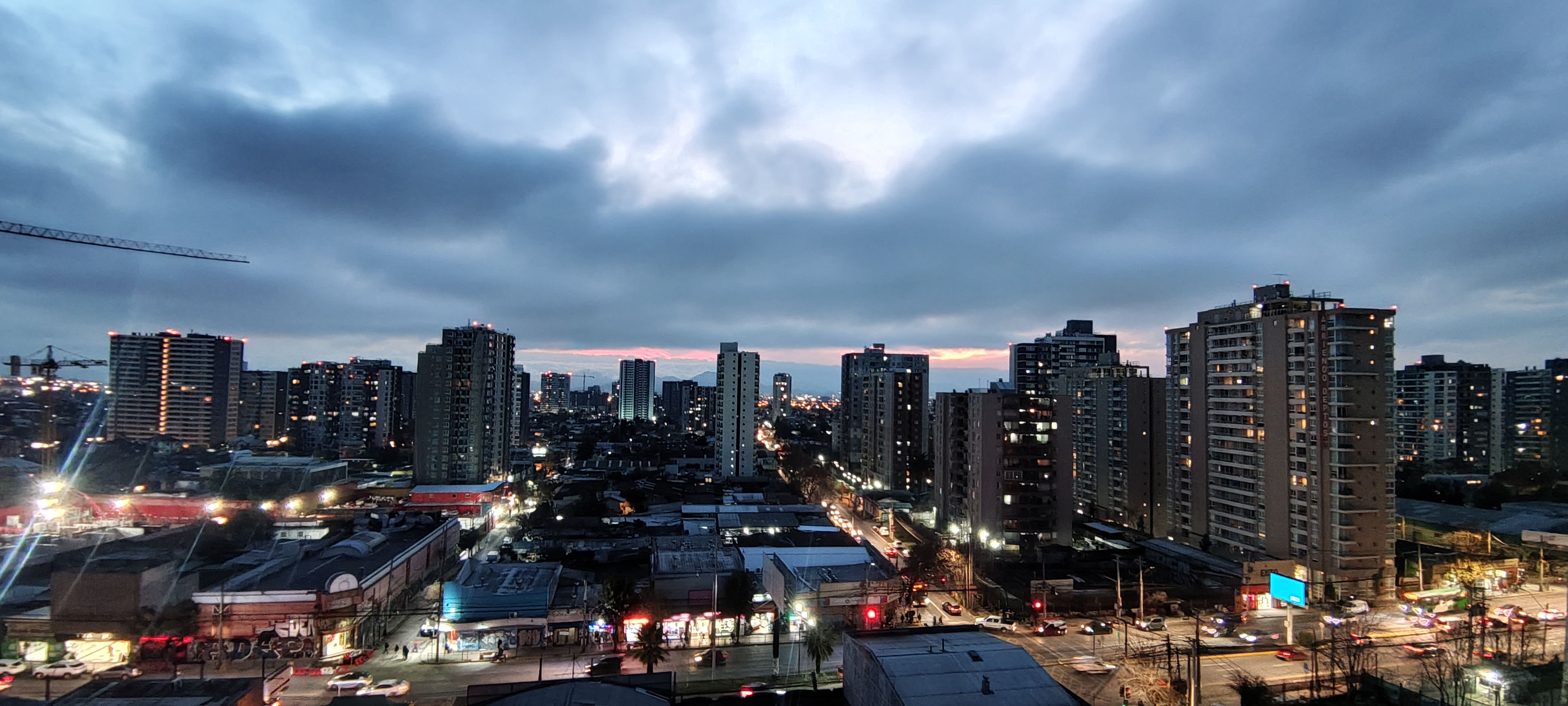
Vista panorámica del sector norte de La Cisterna, a la altura de la estación Lo Ovalle hacia el poniente.

Es una comuna esencialmente residencial y comercial, con una población de media de edad superior a la media nacional. El censo de 1992 registró para la comuna de La Cisterna 94 712 habitantes, población urbana 100%, con una cantidad de 22 772 viviendas. El censo de 2002 registró 85 118 habitantes, una población urbana de 100% y un índice de masculinidad 91,42%. El censo de 2017 registró 90 119 habitantes.
Al igual que otras comunas situadas en la periferia inmediata de la comuna de Santiago, La Cisterna ha cambiado su población en las últimas décadas, ya que al ser una comuna esencialmente vieja, los hijos de los antiguos dueños se han trasladado a otras comunas en la capital para continuar con sus vidas. Las viejas casas han dado pie a la construcción de nuevos edificios que están empezando a ser habitados por jóvenes profesionales y trabajadores. Un hito importante respecto a la población de esta comuna ocurrió entre 1971 y 1989, cuando las antiguas chacras comenzaron a ser tomadas por gente de otros sectores, como por ejemplo Lo Espejo y dio paso a campamentos para posteriormente transformarse en poblaciones y nuevas villas en los límites oriente y poniente de la comuna.[cita requerida]

## Administración

### Municipalidad
La Ilustre Municipalidad de La Cisterna es dirigida en el periodo 2024-2028  por el alcalde Joel Olmos Espinoza (independiente), quien es asesorado por los concejales:
- Gonzalo Aguayo Gajardo (RN)
- Maritza Salas Vega Ind-(RN)
- Cesar Antillanca Urrutia (REP)
- Alejandro Urrutia Jorquera (PR)
- Orlando Morales Becerra (PPD)
- Iván Borcoski González (PS)
- Mónica Quezada González (PC)
- Carola Espíndola Castro (FA)

### Representación parlamentaria
La Cisterna integra el distrito electoral n.º 13 junto con las comunas de San Miguel, Lo Espejo, Pedro Aguirre Cerda, El Bosque y San Ramón, y pertenece a la 7.ª Circunscripción Senatorial (Región Metropolitana).
Diputados (2022-2026)
- Gael Yeomans Araya (CS)
- Lorena Pizarro Sierra (PCCh)
- Cristhian Moreira Barros (UDI)
- Eduardo Durán Salinas (RN)
- Daniel Melo Contreras (PS)

Senadores (2022-2030)
- Fabiola Campillai Rojas (Ind.)
- Manuel José Ossandón Irarrázabal (RN)
- Rojo Edwards Silva (PRCh)
- Luciano Cruz-Coke Carvallo (EVOP)
- Claudia Pascual Grau (PCCh)

## Economía
En 2018, la cantidad de empresas registradas en La Cisterna fue de 3156. El Índice de Complejidad Económica (ECI) en el mismo año fue de 2,38, mientras que las actividades económicas con mayor índice de Ventaja Comparativa Revelada (RCA) fueron Fabricación de Maquinaria para Elaboración de Prendas Textiles, de Vestir y Cueros (229,95), Producción, Procesamiento y Conservación de Carnes de Ave (101,0) y Elaboración de Vinagres, Mostazas, Mayonesas y Condimentos en General (47,83).

## Servicios públicos

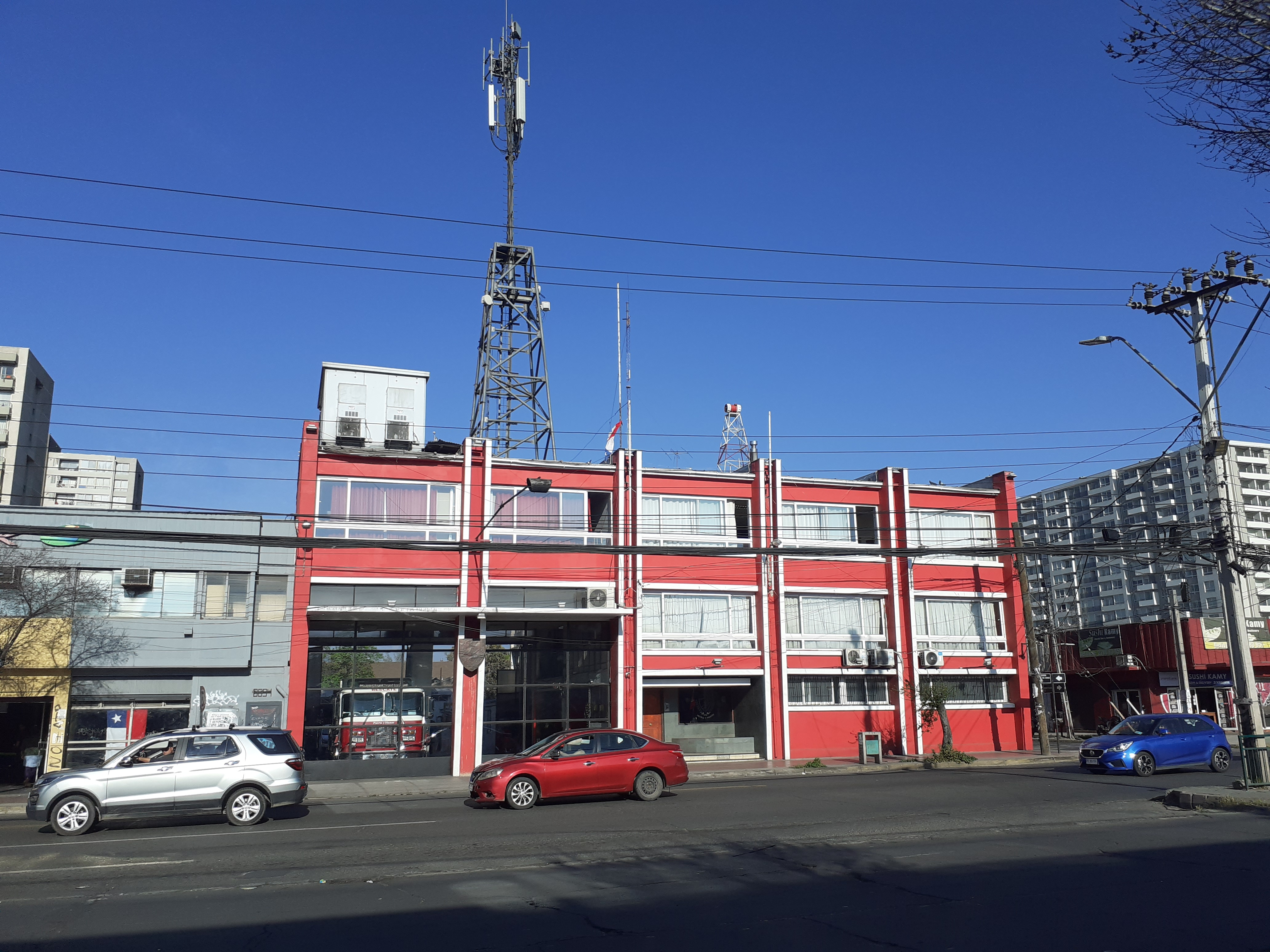
Cuartel de la Primera Compañía del Cuerpo de Bomberos Metropolitano Sur.

En salud pública, la comuna cuenta con una red de centros de salud de atención primaria: Los SAPU La Cisterna y Cisterna Sur, y los CESFAM Santa Anselma y Eduardo Frei Montalva. Para atenciones de mayor complejidad, los pacientes son derivados al Hospital Barros Luco Trudeau, ubicado en la comuna vecina de San Miguel.
En lo que respecta a orden público y seguridad ciudadana, la 10.ª Comisaría La Cisterna de Carabineros de Chile es una unidad policial dependiente de la Prefectura Sur de Santiago, ubicada en la misma comuna; existe también la tenencia Nueva España, ubicada en la calle Industria. Asimismo, la comuna cuenta con un cuartel de la Policía de Investigaciones de Chile (PDI) y una Brigada de Investigación Criminal (BICRIM).
El Cuerpo de Bomberos Metropolitano Sur —que abarca las comunas de La Cisterna, San Miguel, Lo Espejo, El Bosque, San Joaquín y Pedro Aguirre Cerda— posee dentro de esta comuna dos compañías: la Primera Compañía, ubicada en el paradero 23 de Gran Avenida con especialidad en rescate vehicular, y la Cuarta Compañía «Bomba Lo Ovalle», ubicada en Mohamed Bathich Malek 015 y con especialidad de agua y rescate.
La Biblioteca Municipal Floridor Pérez es una biblioteca pública ubicada en la Casa de la Cultura Víctor Jara de La Cisterna, a un costado de la casa consistorial.

## Sitios de interés

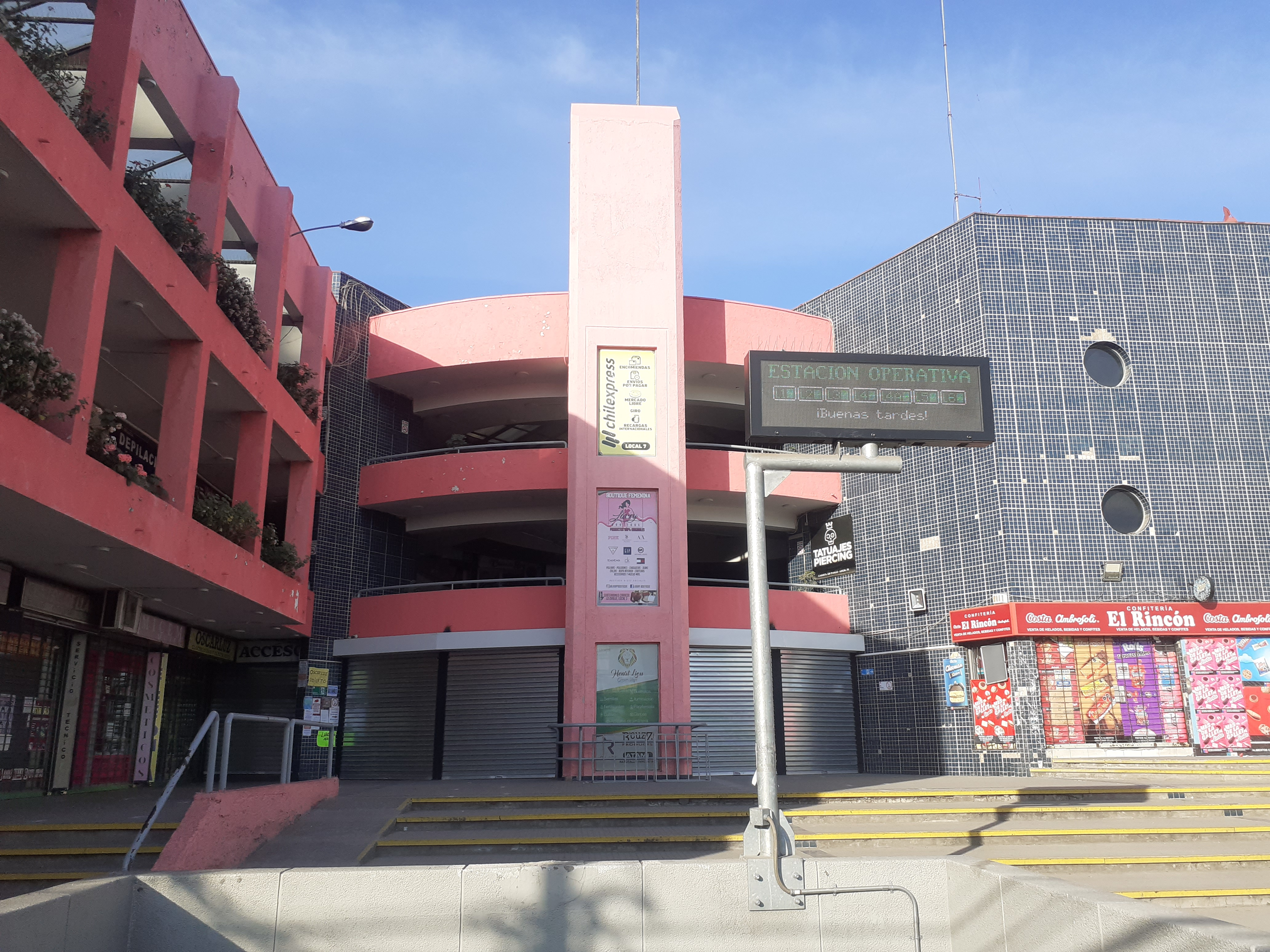
Caracol Lo Ovalle.

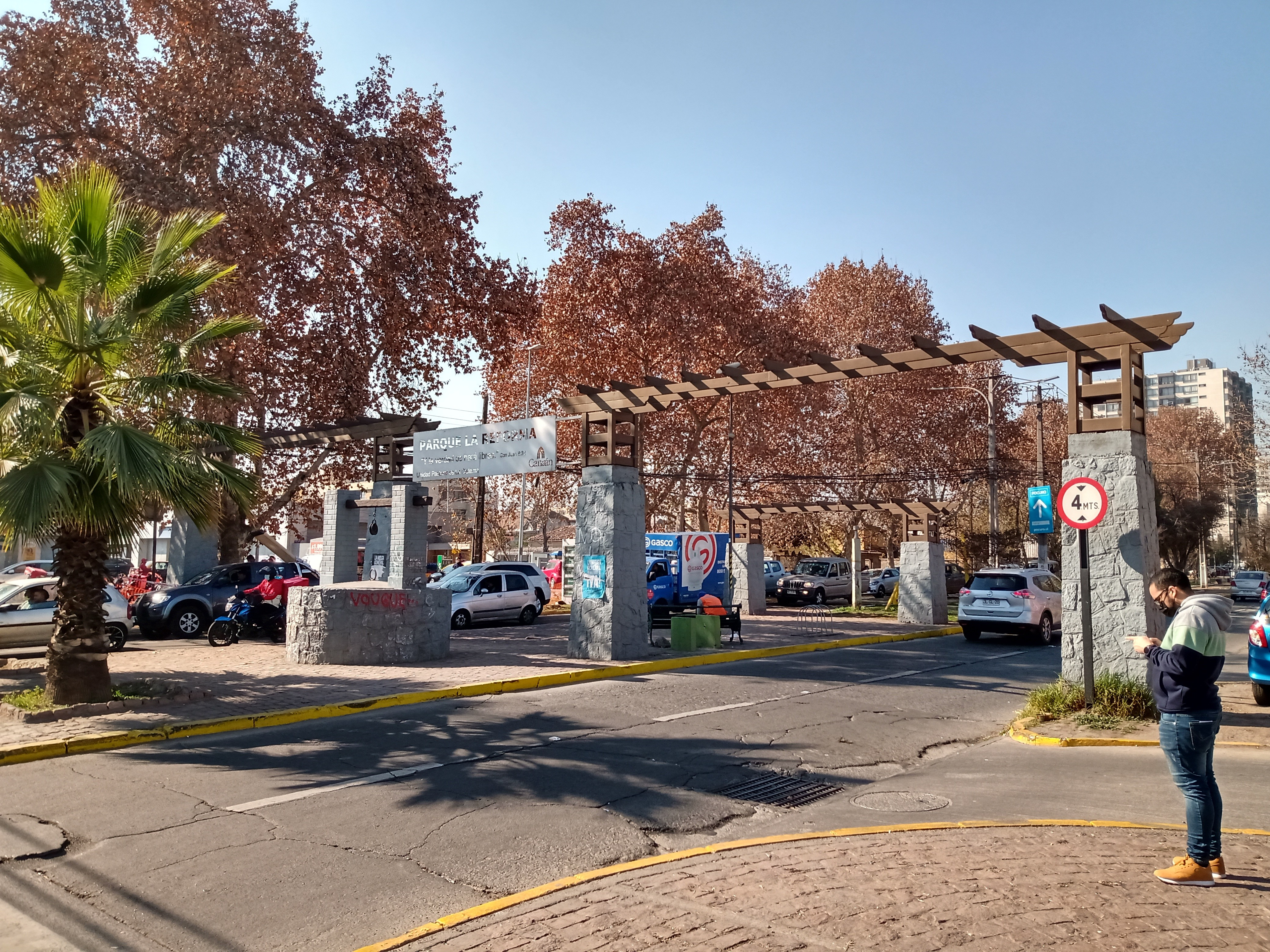
Parque La Reforma.

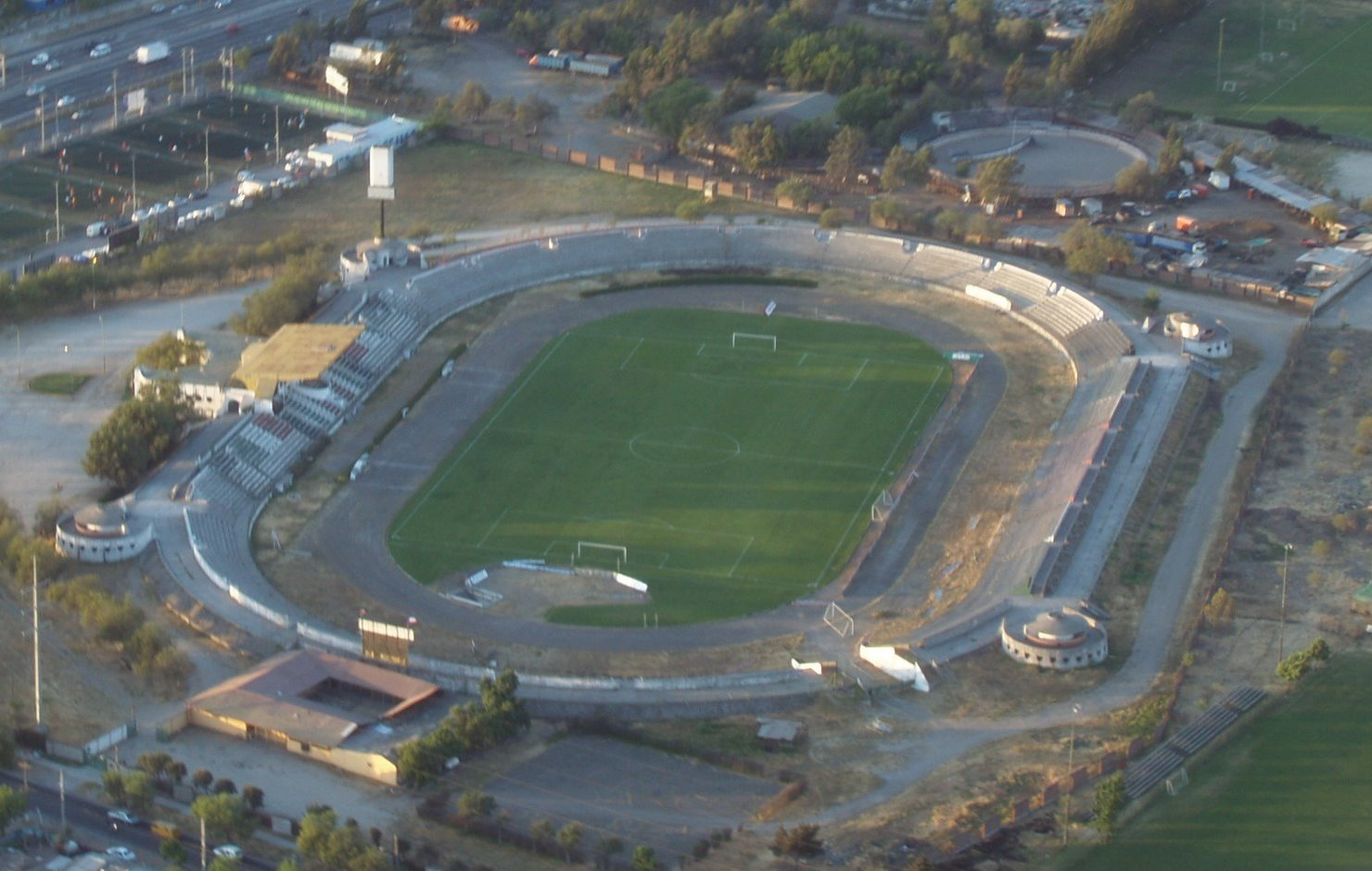
Estadio Municipal de La Cisterna sede del Club Deportivo Palestino.

Gran Avenida y las principales avenidas de la comuna concentran los principales sitios de interés. Estas construcciones son, ordenadas de norte a sur:
- Caracol Lo Ovalle: Ubicado en la vereda oriente de Gran Avenida, a la salida del Metro Lo Ovalle, el caracol comercial —construido en 1980 por los arquitectos Luis Alberto Darraïdou y Guillermo Montero— fue durante gran parte de las décadas de 1980 y 1990 un hito comercial de la comuna junto al Mercado Persa ubicado en la vereda contraria y que colinda con la Estación Intermodal Lo Ovalle.[51]
- Parque La Reforma: Inaugurado en 2007 en la intersección de la Avenida Fernández Albano con la Gran Avenida por la comunidad evangélica y protestante de la comuna, para conmemorar la Reforma protestante impulsada por Martín Lutero.
- Nido 20: Casa ubicada a la altura del paradero 20 de Gran Avenida que fue utilizada como centro clandestino de detención, tortura y desaparición en los primeros años de la dictadura militar. Fue declarada Monumento Histórico en 2005 y actualmente es denominada «Casa Museo de la Memoria 'Alberto Bachelet'».
- Complejo Deportivo de La Cisterna: Ubicado en la Carretera Panamericana esquina con la avenida El Parrón. En la actualidad divide sus instalaciones entre el Estadio Municipal de La Cisterna, sede del Club Deportivo Palestino, y el Complejo Deportivo Azul, canchas de entrenamiento del equipo de fútbol Universidad de Chile.
- Templo Nacional San Juan Bosco: Ubicado en el paradero 22½ de la Gran Avenida, entre las calles Celia Zegers y Ramón Carvallo, destaca por la monumental arquitectura de la iglesia de color rojo, con su torre a un costado. Es además uno de los aportes del cardenal Raúl Silva Henríquez a la historia de la Congregación Salesiana.
- Ilustre Municipalidad de La Cisterna: Ubicado en Gran Avenida, paradero 24, en la intersección con la calle Pedro Aguirre Cerda. Corresponde a una construcción inaugurada el 30 de diciembre de 1930 en terrenos que fueron donados por Carlos Biaut.[14]
- Estación Intermodal La Cisterna: Ubicado en Gran Avenida, esquina Av. Américo Vespucio. Hito de la Red Metropolitana de Movilidad en la comuna que combina andenes de buses con las líneas 2 y 4A del Metro de Santiago. También posee en su interior un centro comercial que contiene todo tipo de comercios y servicios.
- Ex Casa de la Cultura de La Cisterna: Ubicada en la intersección de Gran Avenida con la avenida Ossa. Construida entre 1915 y 1916 como residencia de veraneo de la familia Del Río Talavera, albergó desde 1966 hasta los años 2000 la Casa de la Cultura. En 2004 el terreno fue vendido y la construcción de la esquina fue declarada Monumento Nacional ese mismo año.[52]

### Áreas verdes

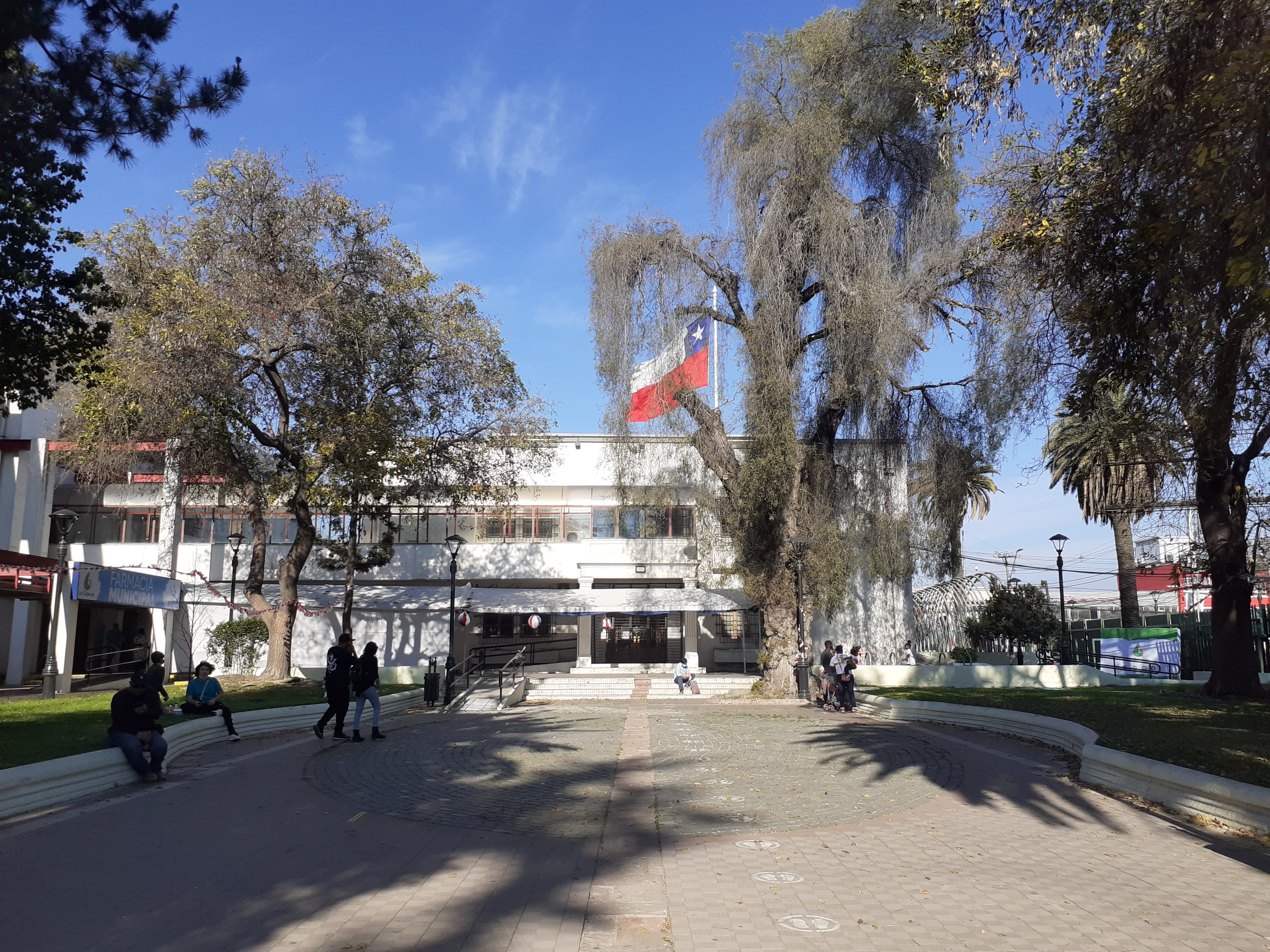
Parque Cívico de La Cisterna.

La Cisterna cuenta con 51 áreas verdes, entre parques, plazas y plazoletas:
| - Plaza Los Bomberos - Plazoleta Las Araucarias - Parque Cívico - Parque La Reforma - Plaza Castelar - Plaza Nueva España - Plaza Miguel de Cervantes y Saavedra - Plaza Ángel Bugueño - Plazoleta Ángel Burgueño A - Plazoleta Ángel Burgueño B - Plazoleta Ángel Burgueño C - Plazoleta Ángel Burgueño D - Plaza Villa Tokio - Plaza Ismael Morales - Plaza Francisco Encina - Plaza Manuel Rodríguez - Plaza San Román | - Plaza Doctor Diego Whittaker - Plaza Abel González - Parque Paraguay - Plaza Electrón - Plaza El Salitre - Plaza Italia - Plazoleta Los Poetas - Plaza El Parrón - Plazoleta Humberto Valenzuela - Plaza Santa Beatriz - Plaza Arturo Prat - Plaza Atilio Mendoza - Plaza Torreblanca - Plaza Suiza - Plaza Los Lirios - Plaza Iberoamericana - Plazoleta Progreso Aurora | - Plazoleta Calle Quellón - Plaza Baldomero Lillo 1 - Plaza Baldomero Lillo 2 - Plaza Los Troncos - Plaza Pargua - Plaza María Eugenia - Plaza Famae - Plaza Lastenia - Plaza Silvestre Urizar - Plaza Diego Portales - Plaza Colón - Plazoleta El Trébol 1 - Plazoleta El Trébol 2 - Plazoleta El Trébol 3 - Plaza Lo Ovalle - Plaza General Freire - Parque Padre Alberto Hurtado |

## Transporte

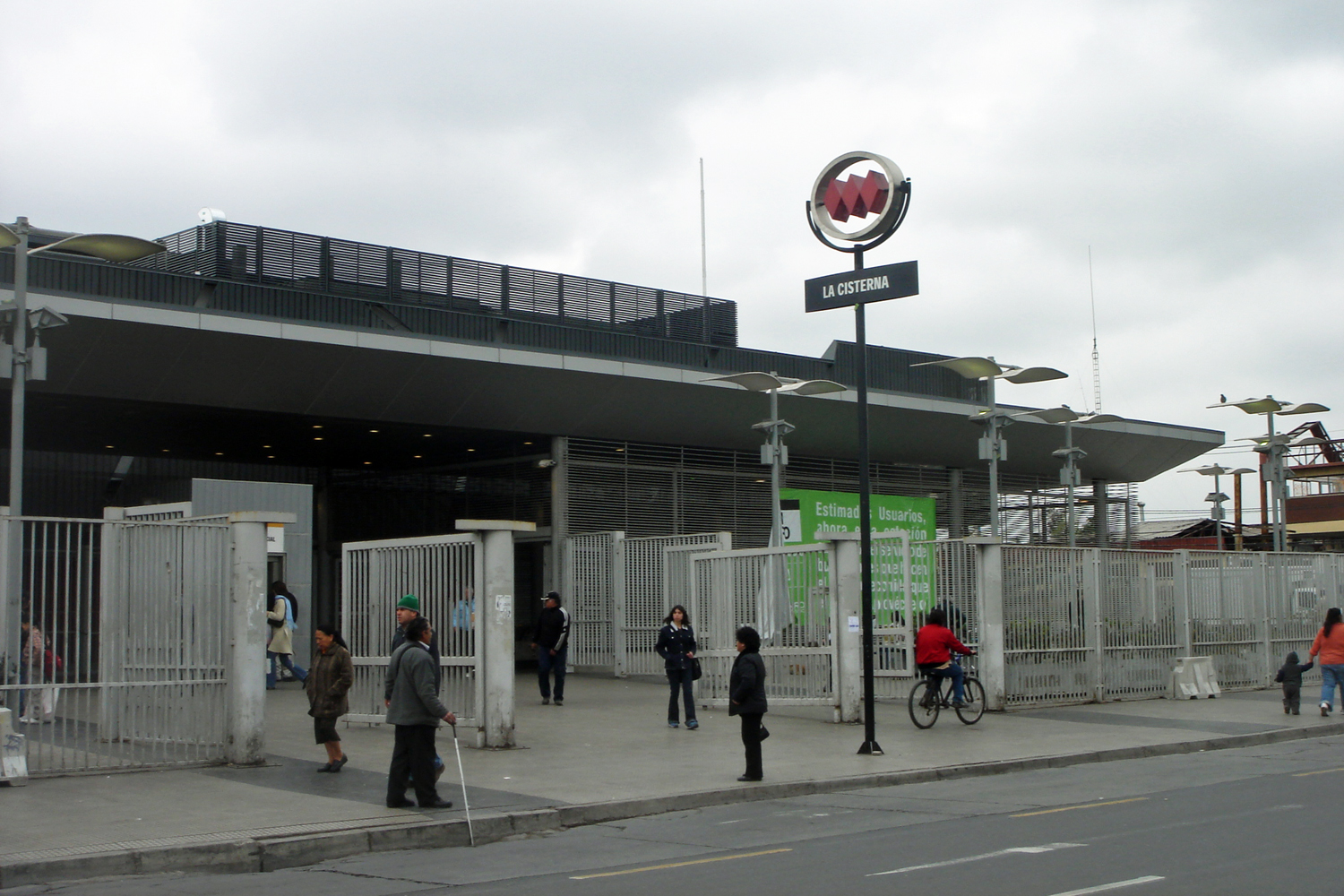
Acceso de la estación La Cisterna.

La comuna tiene como eje central la Gran Avenida, bajo la cual corre el Metro que ha sido el principal impulsor de progreso para la comuna. La estación Lo Ovalle, ubicada en el paradero 18 de la Gran Avenida, fue desde 1978 la estación terminal de la Línea 2 del Metro. Sin embargo, con la ampliación de la línea hacia el sur con las estaciones El Parrón y La Cisterna en 2004, la columna de la comuna ha recibido un nuevo impulso hasta el paradero 25 de Gran Avenida.
Cabe destacar que la estación La Cisterna es una de las dos estaciones de intercambio modal que comprende la Red Metropolitana de Movilidad, además en este lugar la Gran Avenida interseca con la autopista urbana Vespucio Sur (antiguamente Américo Vespucio). Todo lo anterior posiciona a La Cisterna como el acceso sur de Santiago, en cuanto a conectividad de transporte con la ciudad a los habitantes de comunas como San Bernardo, El Bosque, La Pintana y San Ramón.

### Metro
La comuna tiene dentro de su área cuatro estaciones del Metro de Santiago de la Línea 2 y una correspondiente a la Línea 4A:
- : Lo Ovalle • El Parrón • La Cisterna • El Bosque

- : La Cisterna

### Servicios de Red Metropolitana de Movilidad
La comuna cuenta con los siguientes recorridos:
| - 118: Maipú - La Florida - 120: Renca - (M) La Cisterna - 201: Mall Plaza Norte - San Bernardo - 211: La Florida - Nos - 211c: (M) La Cisterna - San Bernardo - 219e: (M) La Cisterna - Ciudad Empresarial - 223: Santiago - Lo Espejo - 226: Nonato Coo - Centro - 228: (M) La Cisterna - Angelmó - 262n: (M) Macul - Villa España - 264n: Pedro Fontova - Santo Tomás - 271: Santiago - San Bernardo - 301: Juan Antonio Ríos - Angelmó - 301c: (M) La Cisterna - Angelmó - 301c2: (M) La Cisterna - Lo Blanco | - 302: (M) Santa Ana - La Pintana - 302e: (M) Los Héroes - San Ramón - 302n: Alameda - La Pintana - 321: (M) Lo Ovalle - Lo Sierra - 329: Mall Plaza Oeste - Mall Florida Center - 348: (M) Lo Ovalle - Rinconada - 428: Quilicura - (M) La Cisterna - 428c: Pudahuel - (M) La Cisterna - 428e: (M) Los Libertadores - (M) La Cisterna - E02: Diego Portales - (M) Lo Ovalle - E03: (M) Lo Ovalle - Jardín Alto - E05: (M) La Cisterna - (M) Bellavista de La Florida - F05: (M) La Cisterna - Pie Andino - F06: (M) La Cisterna - Pie Andino - F20: (M) La Cisterna - Pie Andino - G01: Villa 4 de septiembre - Santo Tomás | - G01c: La Vara - Santa Rosa P. 21 - G04: (M) La Cisterna - Santo Tomás - G05: (M) La Cisterna - El Castillo - G08: (M) La Cisterna - Población La Selva - G08v: (M) La Cisterna - Nos - G11: (M) Lo Ovalle - Lo Blanco - G12: (M) Lo Ovalle - Cementerio Metropolitano - G13: (M) La Cisterna - El Castillo - G15: (M) La Cisterna - Santo Tomás - G16: (M) La Cisterna - Lo Blanco - G18: (M) Lo Ovalle - Santo Tomás - G22: (M) La Cisterna - Villa España - H03: (M) Lo Ovalle - Mall Plaza Oeste - H07: (M) Lo Ovalle - (M) Ñuble - H08: Población Las Turbinas - (M) Lo Ovalle - I05: Rinconada - (M) Lo Ovalle |